# Les Quat'Cents Farces du diable
Les Quat'Cents Farces du diable er en fransk stumfilm fra 1906 af Georges Méliès.